# Kathedrale von Nizza

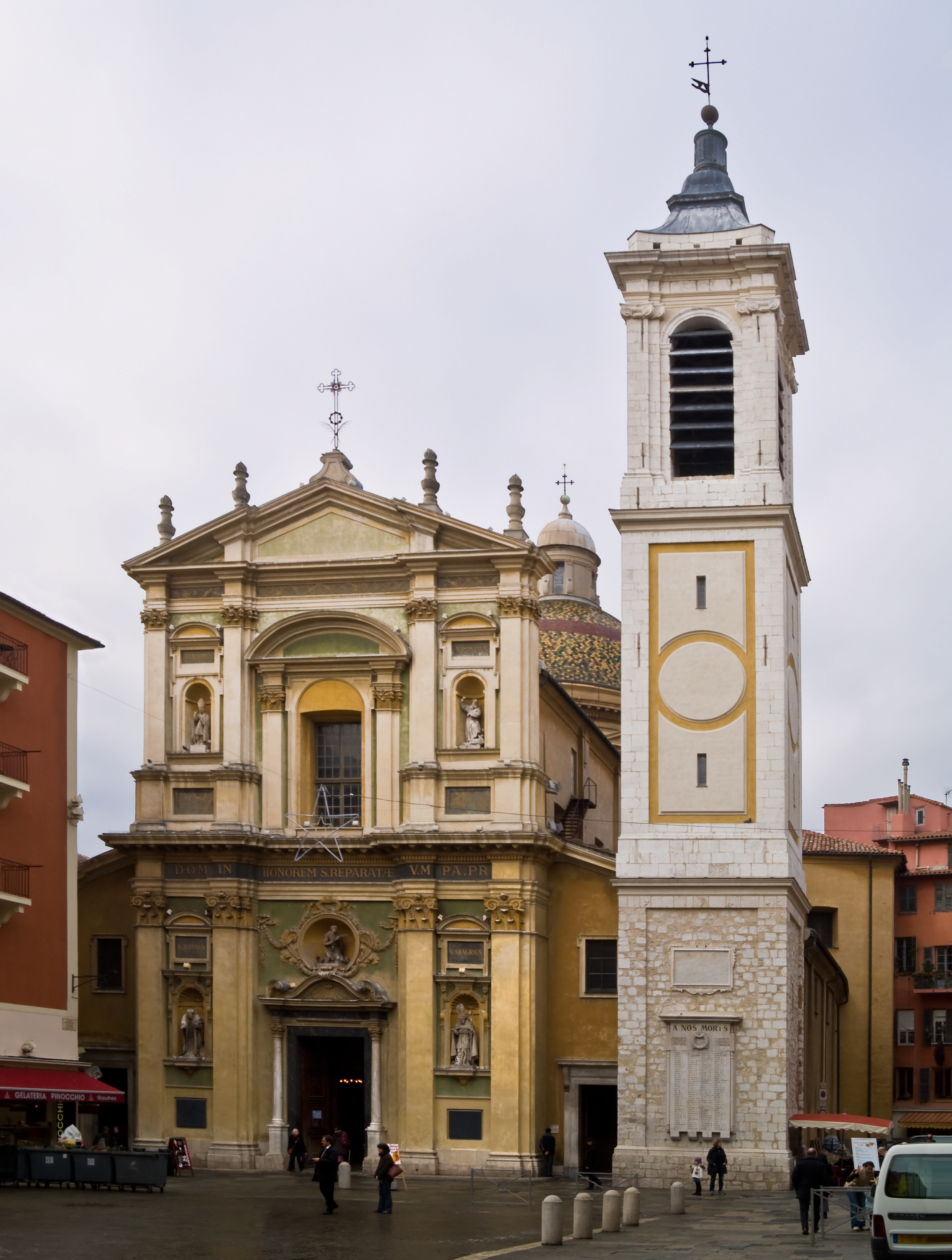
Fassade der Kathedrale

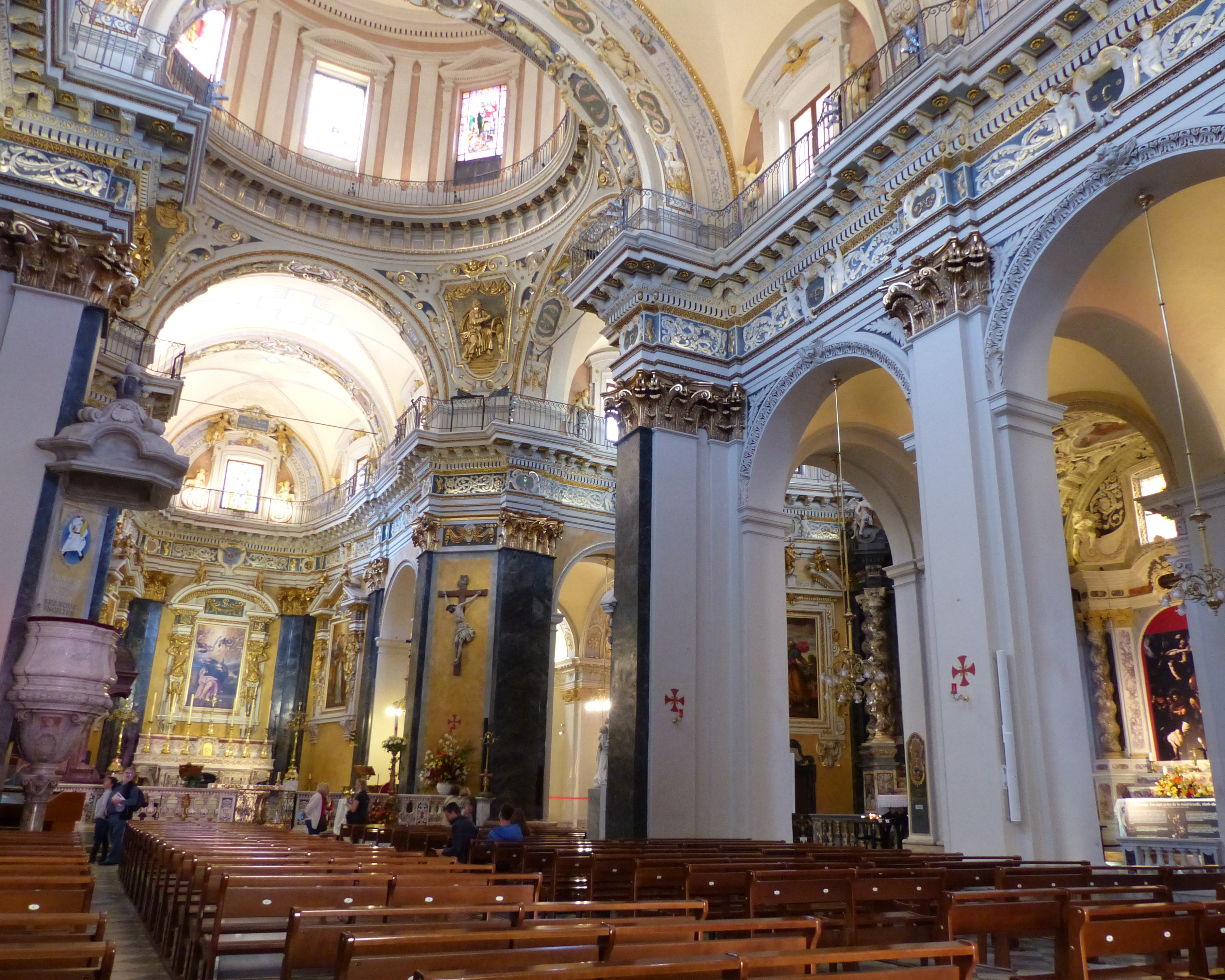
Innenraum

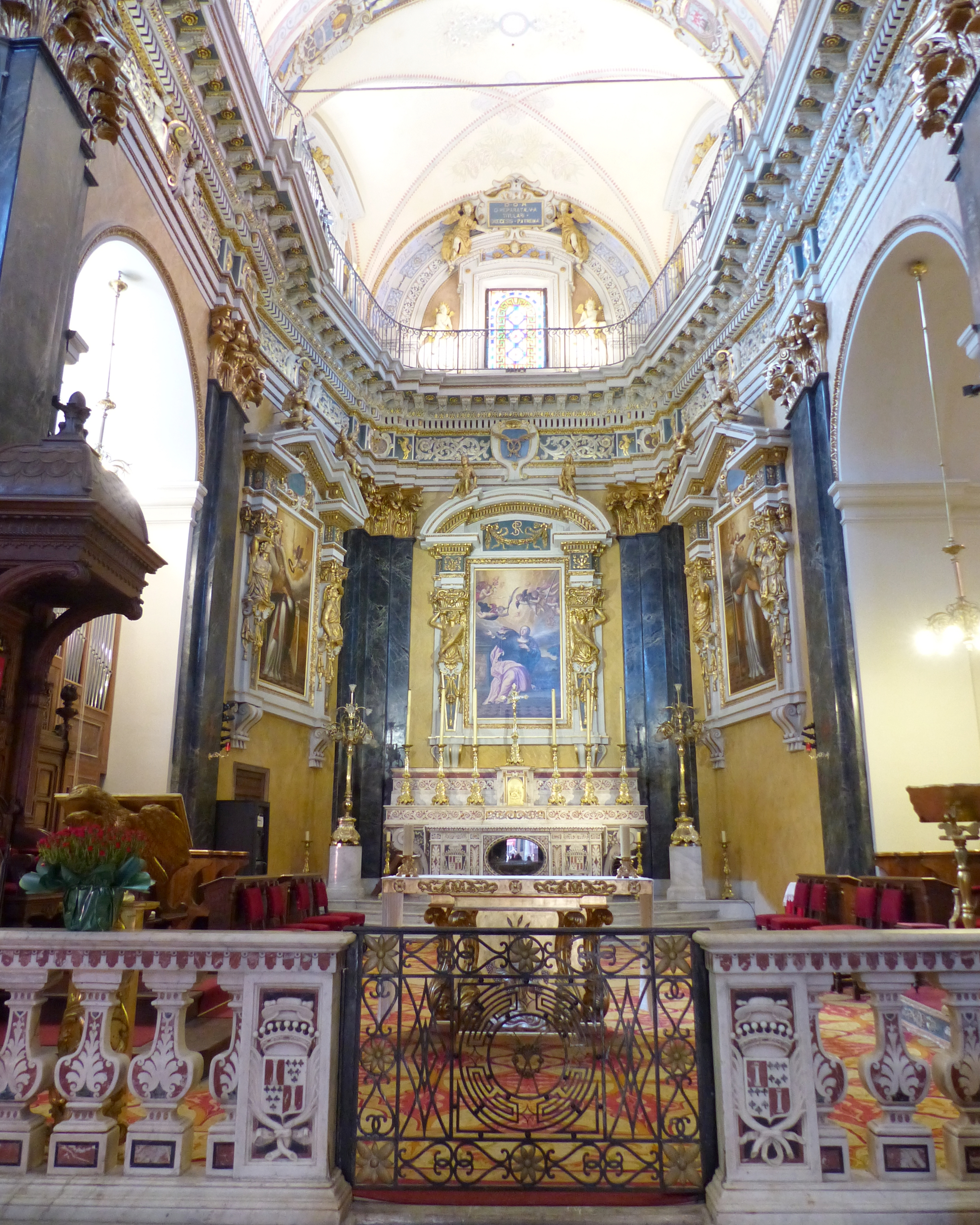
Altar

Die Kathedrale von Nizza (französisch Cathédrale Sainte-Réparate de Nice) ist eine römisch-katholische Kirche in der südfranzösischen Stadt Nizza. Die Kathedrale des Bistums Nizza wurde Mariä Himmelfahrt und der hl. Reparata gewidmet. Der Bau aus dem 17. Jahrhundert wurde bis zum Jahr 1949 weiter gestaltet. Die Kathedrale ist seit dem Jahr 1906 als Monument historique anerkannt.

## Geschichte
Die erste Kathedrale in Nizza war Mariä Himmelfahrt gewidmet und entstand im 5. Jahrhundert innerhalb der befestigten Stadt auf dem Burghügel; die einschiffige Cathédrale Sainte-Marie de Cimiez hatte zunächst eine rechteckige Apsis, die in der karolingischen Ära durch eine halbkreisförmige ersetzt wurde; sie war mit einer Taufkapelle ausgestattet. Im 11. Jahrhundert wurde die Kirche auf drei Schiffe erweitert und nach Abschluss der Arbeiten im Jahr 1049 geweiht. Die durch Risse beschädigte Kirche wurde zwischen 1429 und 1486 wiederaufgebaut. Sie erhielt einen großen Chor mit einer Krypta darunter und mehrere Seitenkapellen. Nachdem der Bischofssitz im Jahr 1531 in die Kirche Santa Reparata verlegt worden war, wurde die alte Kathedrale zur Schlosskirche. Im Jahr 1706 wurde sie als Teil des Schlosses von französischer Artillerie auf Befehl Ludwigs XV. schwer beschädigt.
Die Kirche Santa Reparata war an der Stelle entstanden, an der im Jahr 1078 der Bürger Raimbald Rostagni eine Kapelle für die Reliquien der hl. Reparata gebaut hatte, die er aus Rom mitgebracht hatte. Am Fuße des Schlossbergs außerhalb der damaligen Stadt gelegen, wurde sie im Jahr 1185 Oratorium der Benediktinerabtei Saint-Pons und nach vergrößertem Wiederaufbau im Jahr 1246 Pfarrsitz. Inzwischen Teil der gewachsenen Stadt wurde sie zwischen 1455 und 1468 erweitert. Die Kirche wurde im Jahr 1531 von der Abtei Saint-Pons an die Diözese Nizza abgetreten, um zur Kathedrale zu werden; 1533 wurde die Verlegung von den Herzögen von Savoyen angenommen und 1590 ratifiziert.
Bischof Desiderio Palletta beauftragte im Jahr 1649 Giovanni Andrea Guiberto mit der Planung der neuen Kathedrale; dieser leitete die Arbeiten von 1650 bis 1680. Bereits im Jahr 1651 konnten sowohl das Querschiff als auch die Kuppel fertiggestellt werden, der Glockenturm der alten Kirche wurde abgerissen. Im Jahr 1655 stürzte der Gang ein und verletzte Bischof Palletta; die Arbeiten verliefen daraufhin langsamer. Bischof Enrico Provana von Leyni nahm im Jahr 1673 den Bau wieder auf, der ab 1685 unter der Leitung von Marc’ Antonio Grigho durchgeführt wurde. Die Kathedrale wurde Mai 1699 von Bischof Provana von Leyni geweiht.
Der Glockenturm wurde von Carlo Antonio Castelli (unterstützt von Carlo Gioanetti) in den Jahren 1731–1757 auf Geheiß von Bischof Raymond Recrosio († 1732) gebaut. Die Fassade entstand erst zwischen 1825 und 1830 nach den Originalzeichnungen von Giovanni Andrea Guiberto. Im Jahr 1899 änderte Bischof Henri-Louis Chapon den Chorbereich, indem er die Seitenschiffe über das Querschiff hinaus fortsetzte und mit neuen Seitenkapellen die ehemals schweren Barockornamente ersetzte, in den Jahren zwischen 1900 und 1903 wurde die halbkreisförmige Apsis erstellt. 1906 wurde die Kathedrale zu einem historischen Denkmal Frankreichs erklärt, 1949 erhob Papst Pius XII. sie zur Basilica minor.

## Innenraum
Über dem Hochaltar befindet sich ein Bild des Ruhms der hl. Reparata, der jungfräulichen Märtyrin, der die Kathedrale gewidmet ist und deren Reliquien hier seit dem Jahr 1690 aufbewahrt werden. Der im Genueser Barock gestaltete Innenraum umfasst zehn Kapellen. Die Kapellen sind der Muttergottes der sieben Leiden, der Kreuzigung, der hl. Rosa von Lima, den hll. Alexander von Rom und Bartholomäus, dem Heiligen Sakrament, der hl. Rosalia und der Jungfrau Maria, dem hl. Josef, der hl. Reparata, den vier gekrönten Märtyrern und Johannes dem Täufer gewidmet. Bis zum Ende des 17. Jahrhunderts war jede der Kapellen mit einer anderen Gilde verbunden, von denen jede die Verantwortung und die Kosten für ihre Instandhaltung trug.

## Orgeln

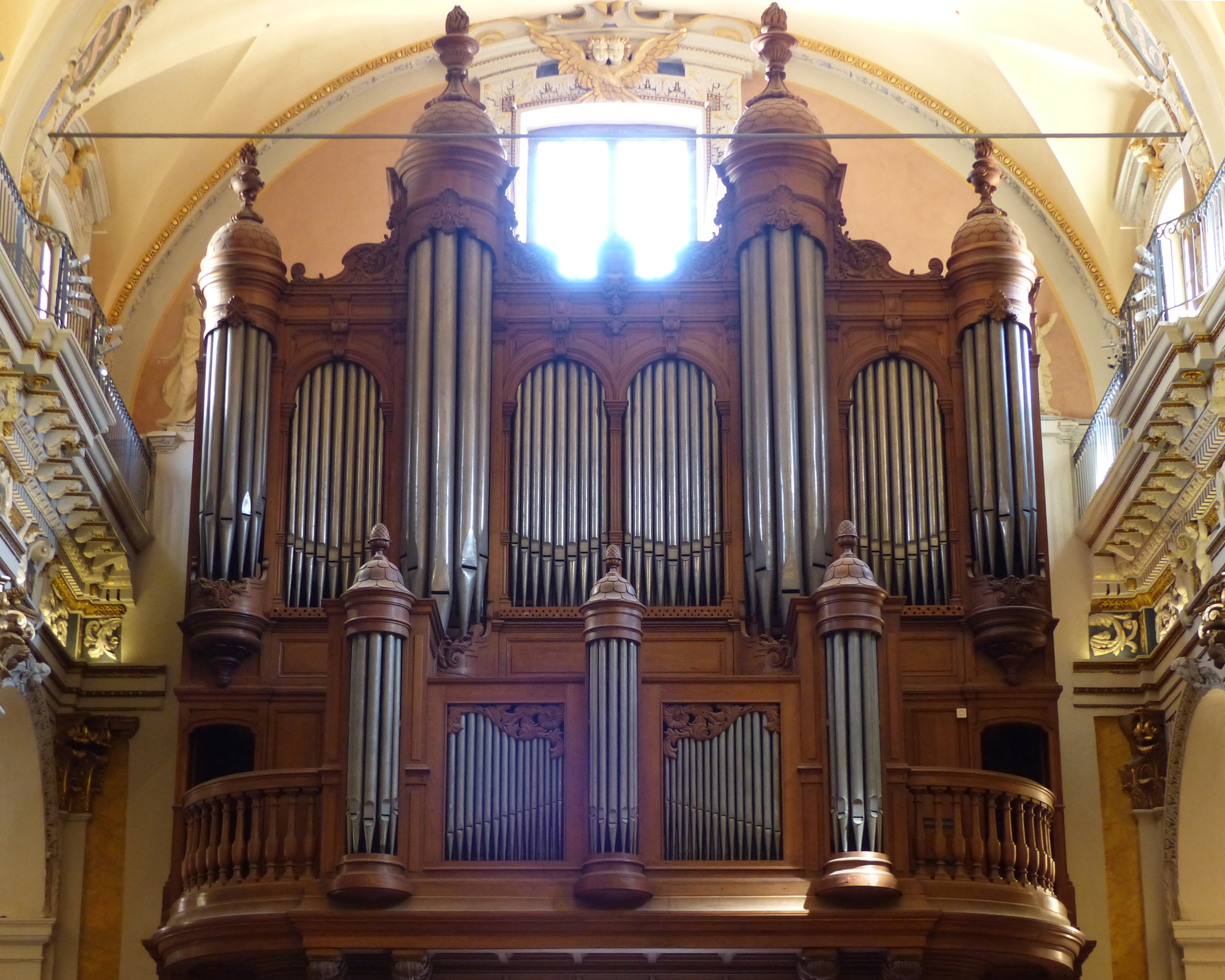
Blick auf die Hauptorgel

Die Kathedrale besitzt drei Orgeln: eine befindet sich auf einer Tribüne über dem Eingang, eine weitere im Nordarm des Querhauses und die dritte im Proberaum des Chores. Die Hauptorgel wurde 1974 von dem Orgelbauer Boisseau erbaut. Das Instrument hat 69 Register auf vier Manualwerken und Pedal. die Spieltrakturen sind mechanisch, die Registertrakturen sind elektrisch.
| I Positif de Dos C–g3 |        |
| Montre                | 8'     |
| Fûte (D)              | 8'     |
| Bourdon               | 8'     |
| Prestant              | 4'     |
| Flûte                 | 4'     |
| Nasard                | 2 ⁄3'  |
| Doublette             | 2'     |
| Tierce                | 1 3⁄5' |
| Larigot               | 1 ⁄3'  |
| Mixture VII           |        |
| Trompette             | 8'     |
| Cromorne              | 8'     |
| Clairon               | 4'     |
| Tremolo               |        |

| II Grand Orgue C–g3   |         |
| Montre                | 16'     |
| Bourdon               | 16'     |
| Montre                | 08'     |
| Bourdon               | 08'     |
| Flûte harmonique      | 08'     |
| Prestant              | 04'     |
| Flûte                 | 04'     |
| Grosse Tierce         | 03 1⁄5' |
| Nasard                | 02 ⁄3'  |
| Doublette             | 02'     |
| Quarte                | 02'     |
| Tierce                | 01 3⁄5' |
| Fourniture II         |         |
| Grande Fourniture III |         |
| Cymbale IV            |         |
| Trompette             | 08'     |
| Trompette en chamade  | 08'     |
| Clairon en chamade    | 04'     |

| III Récit expressif C–g3 |         |
| Principal                | 08'     |
| Gambe                    | 08'     |
| Voix céleste             | 08'     |
| Flûte                    | 08'     |
| Principal                | 04'     |
| Flûte                    | 04'     |
| Nasard                   | 02 ⁄3'  |
| Flûte                    | 02'     |
| Tierce                   | 01 3⁄5' |
| Cornet V (D)             |         |
| Bombarde                 | 16'     |
| Trompette                | 08'     |
| Hautbois                 | 08'     |
| Voix humaine             | 08'     |
| Clairon                  | 04'     |
| Tremolo                  |         |

| IV Écho C–g3 |        |
| Bourdon      | 8'     |
| Quintaton    | 8'     |
| Flûte        | 4'     |
| Nasard       | 2 ⁄3'  |
| Doublette    | 2'     |
| Tierce       | 1 3⁄5' |
| Sifflet      | 1'     |
| Cymbale II   |        |
| Régale       | 8'     |
| Chalumeau    | 4'     |

| Pédale C–g1   |     |
| Bourdon       | 32' |
| Flûte         | 16' |
| Soubasse      | 16' |
| Flûte         | 08' |
| Bourdon       | 08' |
| Principal     | 04' |
| Flûte         | 04' |
| Gemshorn      | 02' |
| Plein-Jeu III |     |
| Bombarde      | 16' |
| Ranquette     | 16' |
| Trompette     | 08' |
| Clairon       | 04' |

- Anmerkung

(D) = Diskantseite